# Euromissile
Euromissile — европейский консорциум учреждённый в 1972 году западногерманской компанией Messerschmitt-Bölkow-Blohm и французской Aérospatiale для производства лёгких противотанковых ракетных комплексов Milan, предназначенных для поражение целей на средних дистанциях до 2000 метров. 
Позднее консорциум выпускал также тяжёлые ПТРК HOT для поражения целей на дальностях 4000 метров и более и зенитно-ракетные комплексы Roland. Штаб-квартира консорциума располагалась в пригороде Парижа — Фонтене-о-Роз.
Для немецкой компании создание совместного предприятия, давало возможность экспорта военной продукции, позволяя обойти запрет на продажу оружия в третьи страны установленный Конституцией Западной Германии.
В процессе ряда слияний и реструктуризации европейских компаний, все активы Euromissile перешли к MBDA в 2001 году, которая продолжает производить различные модификации ПТРК «Milan» и «HOT».

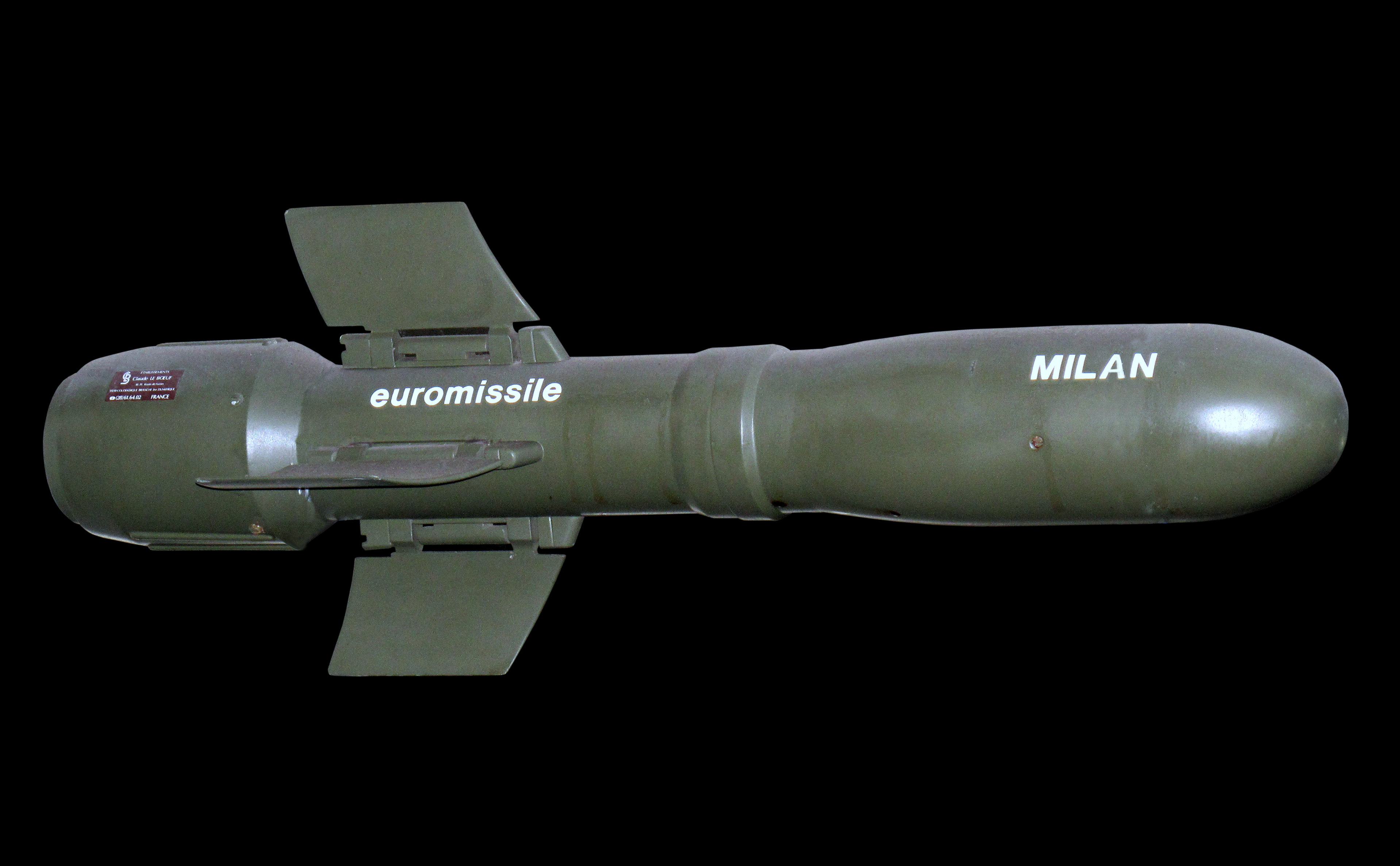
ПТУР Milan продукт компании Euromissile